# Sekko Boys
Sekko Boys (石膏ボーイズ?, Sekkō bōizu) è una serie televisiva anime prodotta dalla Liden Films e diretta da Tomoki Takuno, trasmessa in Giappone tra l'8 gennaio e il 25 marzo 2016. Un adattamento manga ha iniziato la serializzazione sul sito ComicWalker di Kadokawa il 12 gennaio 2016.
I quattro busti dei protagonisti sono tratti dalle statue di San Giorgio (Donatello), Ritratto di Giuliano de' Medici duca di Nemours, Hermes con Dioniso e Ares Borghese.

## Trama
La giovane Miki Ishimoto dopo aver conseguito un titolo di studio presso un istituto d'arte, che le ha fatto odiare il disegno in particolare di statue, decide di presentarsi per un posto di lavoro in un'agenzia dello spettacolo, il suo incarico è fare da manager a un gruppo di idol composto da statue.

## Personaggi
San Giorgio (聖ジョルジョ?, Sei Jorujo)
Doppiato da: Tomokazu Sugita
Medici (メディチ?, Medichi)
Doppiato da: Shinnosuke Tachibana
Hermes (ヘルメス?, Herumesu)
Doppiato da: Jun Fukuyama
Marte (マルス?, Marusu)
Doppiato da: Daisuke Ono
Miki Ishimoto (石本 美希?, Ishimoto Miki)
Doppiata da: Shiho Kokido

## Media

### Anime
La serie televisiva anime, prodotta dalla Liden Films per la regia di Tomoki Takuno è andata in onda dall'8 gennaio al 25 marzo 2016. La sigla di apertura è Hoshizora rendezvous (星空ランデブー?, Hoshizora randebū) dei Sekko Boys. In Italia e nel resto del mondo, ad eccezione dell'Asia, gli episodi sono stati trasmessi in streaming, in contemporanea col Giappone, da Crunchyroll.

#### Episodi
| Nº | Titolo italiano Giapponese 「Kanji」 - Rōmaji | In onda          | In onda |
| Nº | Titolo italiano Giapponese 「Kanji」 - Rōmaji | Giapponese       |         |
| 1  | Una realistica allegoria dei miei 7 anni di carriera artistica 「私の芸術的人生の7年間を要約する現実的寓意」 - Watashi no geijutsu-teki jinsei no 7-nenkan o yōyaku suru genjitsu-teki gūi          | 8 gennaio 2016   |         |
| 2  | Da dove veniamo? Che siamo? Dove andiamo? 「我々はどこから来たのか、我々は何者か、我々はどこへ行くのか」 - Wareware wa doko kara kita no ka, wareware wa nani mono ka, wareware wa doko e iku no ka | 15 gennaio 2016  |         |
| 3  | Giuliano de' Medici, duca di Nemours 「ヌムール公ジュリアーノ・デ・メディチ」 - Numūru kō Juriāno de Medichi                                                                                        | 22 gennaio 2016  |         |
| 4  | San Giorgio che sconfigge i draghi 「竜を退治する聖ゲオルギウス」 - Ryū o taiji suru Sei Georugiusu                                                                                                 | 29 gennaio 2016  |         |
| 5  | Minerva protegge la pace da Marte 「マルスから平和を守るミネルヴァ」 - Marusu kara heiwa o mamoru Mineruva                                                                                          | 5 febbraio 2016  |         |
| 6  | Primavera 「プリマヴェーラ」 - Purimavēra | 12 febbraio 2016 |         |
| 7  | Premonizione di un conflitto interno 「内乱の予感」 - Nairan no yokan | 19 febbraio 2016 |         |
| 8  | Allegoria della musica e della prudenza 「音楽と分別の寓意」 - Ongaku to bunbetsu no gūi | 26 febbraio 2016 |         |
| 9  | La fucina di Vulcano 「ウルカヌスの鍛冶場」 - Urukanusu no tan'ya-ba | 4 marzo 2016     |         |
| 10 | Donna che piange 「泣く女」 - Naku onna | 11 marzo 2016    |         |
| 11 | Ritorno del figliol prodigo 「放蕩息子の帰宅」 - Hōtō musuko no kitaku | 18 marzo 2016    |         |
| 12 | Il Giudizio universale 「最後の審判」 - Saigo no shinpan | 25 marzo 2016    |         |

### Manga
L'adattamento manga di Takana Nanai, intitolato Sekkō boys: kamigami to eiyū no idol group (石膏ボーイズ〜神々と英雄のアイドルグループ〜?, Sekkō bōizu: kamigami to eiyū no aidoru gurūpu), ha iniziato la serializzazione online sul sito ComicWalker di Kadokawa il 12 gennaio 2016. Un primo volume tankōbon è stato pubblicato il 19 febbraio 2016.

#### Volumi
| Nº | Data di prima pubblicazione | Data di prima pubblicazione | Data di prima pubblicazione |
| Nº | Giapponese                  | Giapponese                  |                             |
| -- | --------------------------- | --------------------------- | --------------------------- |
| 1  | 19 febbraio 2016            | ISBN 978-4-04-068128-3      |                             |